# Дъмфрийс (САЩ)
Вижте пояснителната страница за други значения на Дъмфрийс.
Дъмфрийс (на английски: Dumfries) е град в североизточната част на САЩ, окръг Принц Уилям на щата Вирджиния. Разположен е на територията на парка Лийсилвания Стейт Парк, близо до десния бряг на река Потомак. Първите сведения за града датират като селище от 1690 г. Статут на град получава през 1749 г. Основан е от шотландци и е кръстен на едноименния шотландски град. На около 100 км на север от Дъмфрийс се намира столицата Вашингтон. Население 4937 от преброяването през 2000 г.